# Meryta choristantha
Meryta choristantha là một loài thực vật thuộc họ Araliaceae. Đây là loài đặc hữu của Polynésie thuộc Pháp.